# 2e Luftwaffen-Felddivisie
De Duitse 2e Luftwaffen-Felddivisie (Duits: 2. Luftwaffen-Feld-Division) was een Duitse infanteriedivisie tijdens de Tweede Wereldoorlog. De divisie werd al snel overgebracht naar Heeresgruppe Mitte en werd daar eind 1943 vernietigd.

## Geschiedenis

### Oprichting en inzet in 1942/43
De 2e Luftwaffen-Felddivisie werd in september 1942 in Luftgau III op Oefenterrein Groß-Born gevormd uit overtollig Luftwaffe-personeel.
Al in oktober 1942 ging de divisie op transport naar het oostfront en kwam vanaf november 1942 in actie in de defensieve gevechten in de Rzjev-saillant, zuidwestelijk van Bely. Op 25 november 1942 werd de divisie vol aangevallen door het Sovjet 41e Leger in het Tweede Rzjev-Sytsjovkaoffensief (Operatie Mars) en onder zware verliezen aan de kant geschoven. De gevechten duurden vier weken en tegen deze tijd waren de Duitse frontlinies weer redelijk hersteld door gepantserde tegenaanvallen. In februari 1943 werd de divisie verplaatst naar het gebied rond Nevel. Daar werd de divisie op 6 oktober 1943 aangevallen door het Sovjet 4e Stoottroepenleger in het Nevel Offensief van het Rode Leger. Over een breedte van 12 km werd het front al op de eerste dag opengereten en de verbinding met de aangrenzende 83e Infanteriedivisie werd verbroken. De divisie leed op deze eerste dag zeer zware verliezen in mensen en materieel en moest terug naar Lobok, op de landengte tussen twee meren.

### Einde
De 2e Luftwaffen-Felddivisie werd (na een bevel op 15 oktober) uiteindelijk op 1 november 1943 opgeheven.
De nog inzetbare resten van de Jäger-bataljons werden toegevoegd aan de 6e Luftwaffen-Felddivisie, evenals de resten van het Artillerieregiment, dat IV. / Luftwaffen-Artillerie-Regiment 6 werd. De 4e Afdeling (IV. Abt., (Flak)) van het artillerieregiment werd I./Flak-Regiment 50 en bleef bij de Luftwaffe. 

## Slagorde
- vier Infanteriebataljons I. – IV. (zonder regimentsstaf)
- Panzerjäger-Abteilung Luftwaffen-Feld-Division 2
- Artillerie-Abteilung Luftwaffen-Feld-Division 2
- Flak-Abteilung Luftwaffen-Feld-Division 2
- Radfahrer-Kompanie Luftwaffen-Feld-Division 2
- Luftnachrichten-Kompanie Luftwaffen-Feld-Division 2
- Pionier-Kompanie Luftwaffen-Feld-Division 2
- Kommandeur der Nachschubtruppen Luftwaffen-Feld-Division 2

In 1943 nam het nieuw opgerichte Luftwaffen-Artillerie-Regiment 2 de Panzerjäger-, Artillerie- en Flak-Abteilungen onder zich.

## Commandanten
| Rang   | Naam             | Begin           | Eind            |
| ------ | ---------------- | --------------- | --------------- |
| Oberst | Hellmuth Petzold | september 1942  | 1 januari 1943  |
| Oberst | Carl Becker      | 1 januari 1943  | 17 januari 1943 |
| Oberst | Hellmuth Petzold | 18 januari 1943 | 1 november 1943 |

## Bovenliggende bevelslagen
| Legerkorps              | Leger          | Legergroep         | Plaats/regio   | Begin           | Eind            |
| ----------------------- | -------------- | ------------------ | -------------- | --------------- | --------------- |
| 6e Legerkorps           | 9. Armee       | Heeresgruppe Mitte | Rzjev-saillant | november 1942   |                 |
| 30e Legerkorps          | 9. Armee       | Heeresgruppe Mitte | Rzjev-saillant | december 1942   |                 |
| 41e Pantserkorps        | 9. Armee       | Heeresgruppe Mitte | Rzjev-saillant | januari 1943    | 2 februari 1943 |
| 2e Luftwaffen-Feldkorps | 3. Panzerarmee | Heeresgruppe Mitte | Nevel          | 3 februari 1943 | 1 november 1943 |